# Anten, Närke
Anten är en sjö i Askersunds kommun i Närke och ingår i Motala ströms huvudavrinningsområde. Sjön har en area på 1,29 kvadratkilometer och ligger 98 meter över havet. Sjön avvattnas av vattendraget Bronaån.

## Delavrinningsområde
Anten ingår i det delavrinningsområde (653413-144714) som SMHI kallar för Utloppet av Anten. Medelhöjden är 115 meter över havet och ytan är 9,69 kvadratkilometer. Det finns ett avrinningsområde uppströms, och räknas det in blir den ackumulerade arean 32,03 kvadratkilometer. Bronaån som avvattnar avrinningsområdet har biflödesordning 4, vilket innebär att vattnet flödar genom totalt 4 vattendrag innan det når havet efter 169 kilometer. Avrinningsområdet består mestadels av skog (41 procent), öppen mark (13 procent) och jordbruk (30 procent). Avrinningsområdet har 1,26 kvadratkilometer vattenytor vilket ger det en sjöprocent på 13 procent.